# Ambavia
Ambavia is een geslacht uit de familie Annonaceae. De soorten uit het geslacht komen voor op het eiland Madagaskar.

## Soorten
- Ambavia capuronii (Cavaco & Keraudren) Le Thomas
- Ambavia gerrardi (Baill.) Le Thomas